# Међуразделник
Међуразделник је склоп који служи за ранжирање свих унутрашњих каблова који су доведени са релејних рамова, командног стола, напојних уређаја и других елемената телефонске мреже. Представља специфичну компоненту телефонске инфраструктуре која се налази између кабловских глава и главног разделника телефонске централе.

## Техничка функција
У техничкој хијерархији телефонских инсталација, завршни каблови су положени од разделника па вертикално наниже до међуразделника односно завршних наставака. Кабловске главе, које служе за прикључење мањег броја каблова и проводних жила, састоје се од кућишта, поклопца, осмоделних реглета, кабловских увода, заштитне цеви кабла и постоља кабловске главе. Ова техничка поставка омогућава манипулацију телефонским линијама на начин који је погодан за приступ комуникацијама.

## Улога у прислушкивању

### Историјски контекст
Међуразделници су представљали стратешку тачку за прислушкивање телефонских разговора у бившој Југославији. Просторија међуразделника је била строго контролисана, а приступ су традиционално имали само директор Телекома и представници безбедносних служби, што је омогућавало контролу над осетљивом комуникационом инфраструктуром.
У овим просторијама припадници безбедносних служби могли су поставити "виљушке" и повезати регистрофоне који би снимали разговоре са одређених линија. Технички гледано, прислушкивање је омогућавало да се прате информације размењене између појединих лица путем телефона, као и пратеће информације о комуникацији - ко с ким комуницира, колико често и када, на који начин и на ком месту.
Када је реч о телефонском разговору, он је могао да се слуша паралелно док траје и да се сними. Прислушкивање (крађа звука) из међуразделника и подразделника могло је бити жично и бежично.

### Познати примери прислушкивања
Један од најпознатијих примера повезаних са прислушкивањем у бившој Југославији је "Тајна Ранковићевог шахта". Према извештају о увиђају шахта број 32, који се налазио испред зграде Александра Ранковића у Ужичкој улици 25, вештаци и истражни судија су констатовали да су у овај шахт биле продужене четири линије специјалних телефона из Ужичке 15, где је била приватна резиденција председника Тита.
"На овим линијама је извршено пробно прислушкивање и утврђено је да се телефонски разговори из резиденције Председника Републике јасно чују, о чему постоји магнетофонски снимак разговора вођених приликом увиђаја", наводи се у једном од докумената.
Други пример је заједничка операција немачке националне обавештајне службе БНД и словеначке националне обавештајне агенције СОВА. Ове две службе су реализовале заједничку операцију названу "Послије 2000" и отворили заједничку канцеларију у центру главног града Словеније, у близини седишта оператера "Телеком". То им је омогућило директан приступ главном оптичком каблу који повезује државе југоисточне са државама централне Европе. "Да би приступили овом главном каблу, БНД и СОВА су користили инфраструктуру која је остала од Службе безбедности бивше Југославије", прецизира извештај.

## Савремене методе пресретања комуникација
Данас су аналогне телефонске централе већином замењене дигиталним, а методе прислушкивања су еволуирале. Међуразделници, као застарела технологија, више немају исту улогу у модерним телекомуникационим системима.
Савремени стандарди за законито пресретање комуникација (Lawful Interception - LI) дефинишу процесе у којима пружалац услуге или мрежни оператер прикупља и пружа службеницима за спровођење закона пресретнуте комуникације приватних појединаца или организација. Имплементација LI је захтевана Резолуцијом Европског савета из 1995. године која омогућава LI за спречавање криминала, укључујући преваре и тероризам.
У демократском друштву није дозвољено произвољно, непрестано и масовно прислушкивање грађана. С друге стране, циљано и привремено прислушкивање може да се сматра оправданом мером заштите демократског друштва од тешког криминала и других безбедносних претњи.

## Правни оквир прислушкивања
Законито прислушкивање данас је строго регулисано. Закон прецизно одређује ко кога сме да прислушкује, кад и колико дуго, у које сврхе и по којој процедури, као и ко врши надзор током поступка.
У кривичном поступку, прислушкивања предлаже јавни тужилац, а одобрава судија за претходни поступак. Када полиција жели да ухапси осумњиченог, примену предлаже директор полиције, а одобрава председник или за то овлашћен судија Врховног касационог суда. У случају војне полиције, надлежан је исти суд(ија), али је предлагач начелник Управе војне полиције у оквиру Генералштаба Војске Србије.
Када нека од служби безбедности жели да заштити националну безбедност, директор БИА или ВБА упућује предлог надлежном суду. Мере БИА одобрава председник Вишег суда у Београду или овлашћени судија посебног одељења тог суда, док мере које предлаже и извршава ВБА мора да одобри овлашћени судија Врховног касационог суда.